# Фомкина Гора
Фомкина Гора — деревня в юго-восточной части Порховского района Псковской области. Входит в состав сельского поселения «Красноармейская волость».
Расположена в 24 км к югу от города Порхов.

## Население
Численность населения по оценке на 2000 год составляла 24 жителя.

## История
До 2005 года входила в состав ныне упразднённой Ясенской волости с центром в деревне Ясно.